# 讀賣樂園前站

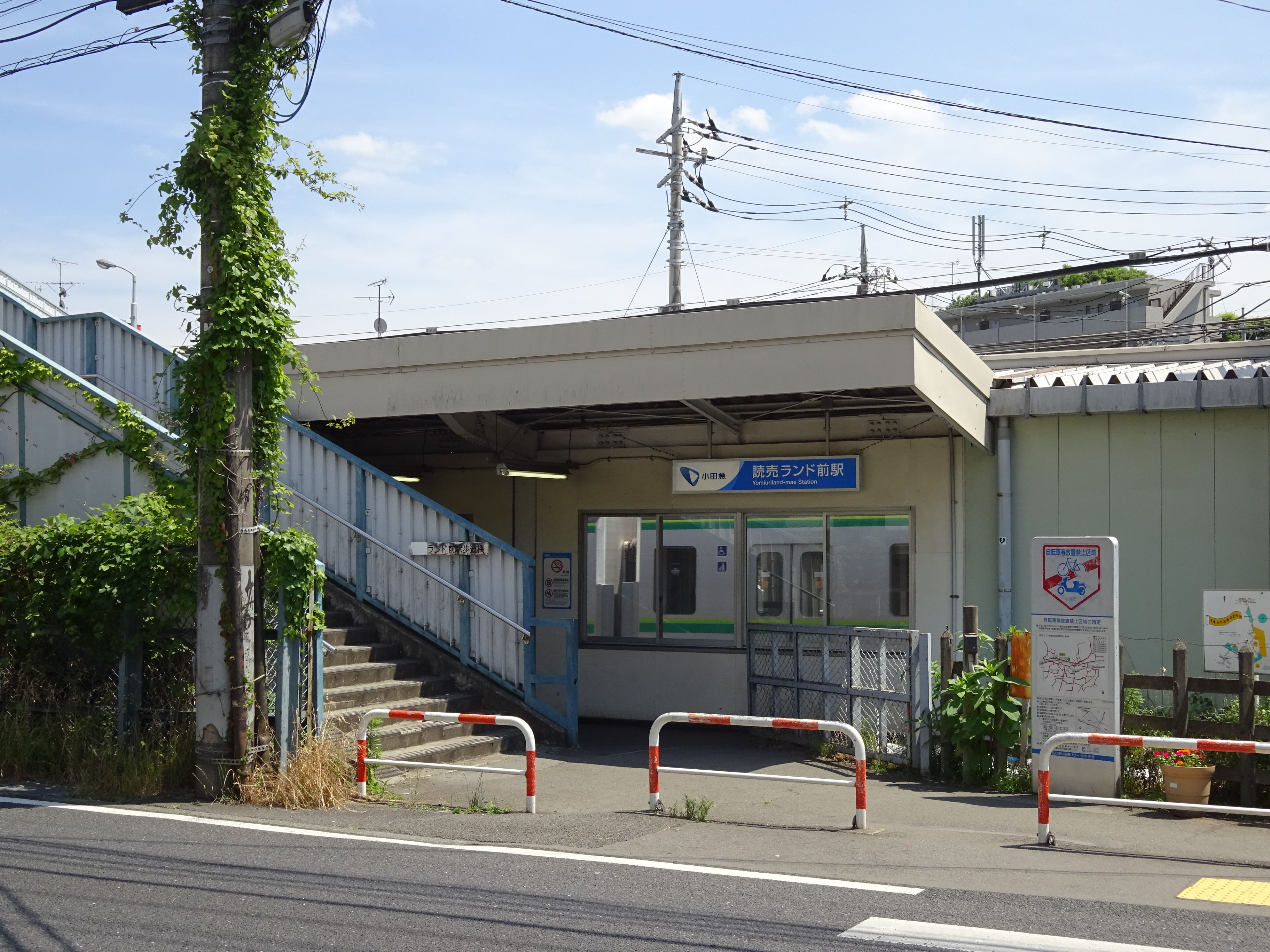
讀賣樂園前站北口（2017年6月）

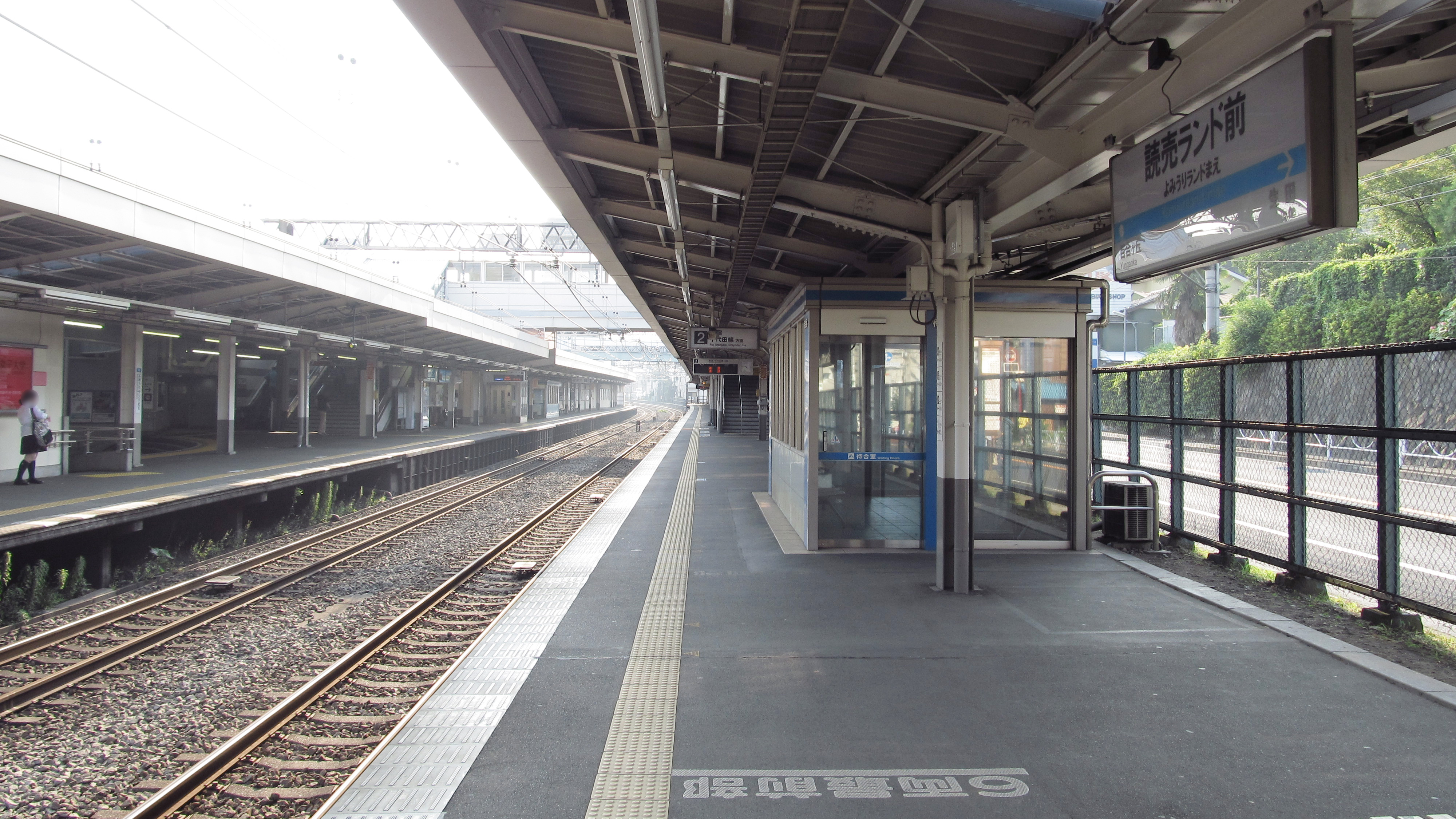
月台（2013年7月11日）

讀賣樂園前站（日语：／ Yomiuri-lando-mae eki */?）是一個位於神奈川縣川崎市多摩區西生田三丁目，屬於小田急電鐵小田原線的鐵路車站。車站編號是OH 21。

## 歷史
- 1927年（昭和2年）4月1日：「西生田」（にしいくた）站開業。為「直通」列車停靠站。
- 1937年（昭和12年）9月1日：僅往小田原站方向的「直通」列車停靠（往片瀨江之島站的「直通」列車不停靠）。
- 1945年（昭和20年）6月：過去僅行駛新宿站－稻田登戶站的各站停車延伸至全線。同時廢止「直通」班次。
- 1946年（昭和21年）10月1日：新增準急班次，為其停靠站。
- 1948年（昭和23年）9月：新增櫻準急班次，為其停靠站。
- 1960年（昭和35年）3月25日：新增通勤準急班次，為其停靠站。
- 1964年（昭和39年）
  - 3月1日：因車站附近的讀賣樂園開園，站名改為「讀賣樂園前」站。
  - 11月5日：新增快速準急班次，為假日班次停靠站（為了讀賣樂園遊客的臨時停車）。
- 1978年（昭和53年）3月31日：不停靠的百合丘站、讀賣樂園前站、生田站、通稱「SKIP準急」（無正式名稱）的班次開始運行。
- 1990年（平成2年）3月27日：通稱「SKIP準急」廢止，準急全列車停靠本站。
- 1995年（平成7年）8月27日：新站房完成。啟用。
- 2004年（平成16年）12月11日：新增區間準急班次，為其停靠站。
- 2018年（平成30年）3月17日：小田急電鐵改點，本站成為通勤準急停靠站。

## 站名由來
開站當時稱為「西生田」，現在的「生田站」當時稱為「東生田」。1964年讀賣樂園開園而更名為「讀賣樂園前」。

## 車站構造
側式月台2面2線地面車站。上下月台有天橋連結，並設有電梯。各月台皆有候車室。
出入口在下行月台側。上行月台有無人剪票口。始發至早上7點為止下行月台側剪票口沒有站員。

### 月台配置
| 月台 | 路線     | 方向 | 目的地                 |
| ---- | -------- | ---- | ---------------------- |
| 1    | 小田原線 | 下行 | 小田原、片瀨江之島方向 |
| 2    | 小田原線 | 上行 | 新宿、千代田線方向     |

2013年2月7日，站內設置列車資訊顯示器。

## 利用狀況
2017年度1日平均上下車人次為35,761人。近年上下車人次、上車人次變化如下表。
| 年度               | 1日平均 上下車人次 | 1日平均 上車人次 | 來源     |
| ------------------ | ------------------ | ---------------- | -------- |
| 1995年（平成07年） |                    | 17,481           | [ * 1 ]  |
| 1996年（平成08年） |                    | 17,277           |          |
| 1997年（平成09年） |                    | 17,269           |          |
| 1998年（平成10年） |                    | 17,055           | [ * 2 ]  |
| 1999年（平成11年） |                    | 16,598           | [ * 3 ]  |
| 2000年（平成12年） |                    | 16,304           | [ * 3 ]  |
| 2001年（平成13年） |                    | 16,231           | [ * 4 ]  |
| 2002年（平成14年） | 32,061             | 16,171           | [ * 5 ]  |
| 2003年（平成15年） | 32,518             | 16,433           | [ * 6 ]  |
| 2004年（平成16年） | 32,426             | 16,401           | [ * 7 ]  |
| 2005年（平成17年） | 32,555             | 16,423           | [ * 8 ]  |
| 2006年（平成18年） | 32,674             | 16,505           | [ * 9 ]  |
| 2007年（平成19年） | 34,061             | 17,172           | [ * 10 ] |
| 2008年（平成20年） | 34,174             | 17,240           | [ * 11 ] |
| 2009年（平成21年） | 33,871             | 17,104           | [ * 12 ] |
| 2010年（平成22年） | 33,960             | 17,160           | [ * 13 ] |
| 2011年（平成23年） | 33,583             | 16,976           | [ * 14 ] |
| 2012年（平成24年） | 34,154             | 17,246           | [ * 15 ] |
| 2013年（平成25年） | 34,529             | 17,408           | [ * 16 ] |
| 2014年（平成26年） | 34,110             | 17,186           | [ * 17 ] |
| 2015年（平成27年） | 35,131             | 17,696           | [ * 18 ] |
| 2016年（平成28年） | 35,412             | 17,845           | [ * 19 ] |
| 2017年（平成29年） | 35,761             |                  |          |

## 車站周邊
本站是小田急離讀賣樂園最近的車站，距離約1公里，可搭乘路線巴士前往。相較之下，京王相模原線的京王讀賣樂園站距離較近。
- 日本女子大學西生田校區
  - 日本女子大學附屬中學校、高等學校（日语：日本女子大学附属中学校・高等学校）
- 寺尾台團地
- 川崎生田郵便局
- Odakyu OX讀賣樂園店
- 多摩自然遊步道

### 巴士路線
- 「小田急讀賣樂園前站」巴士站 - 除有備註外都為小田急巴士（日语：小田急バス）運行。
  - 1號乘車處 - 車站平交道北側、往日本女子大的道路東行方向。
    - 讀01系統 - 往寺尾台團地
    - 讀02系統 - 經塚戶往稻田堤
    - 讀04系統 - 經城下往稻田堤
    - 讀05系統 - 往城下
    - 無系統編號 - 往西菅團地

  - 2號乘車處 - 車站平交道北側、往日本女子大的道路西行方向。
    - 讀01系統 - 往讀賣樂園、往京王讀賣樂園、往矢野口站　※僅早晨1班在3號乘車場發車。
    - 讀02、讀04、讀05系統 - 往生田折返場（日语：小田急バス登戸営業所）

  - 3號乘車處 - 車站平交道北側、津久井道（日语：東京都道・神奈川県道3号世田谷町田線）西行方向。
    - 淵24系統 - 往淵野邊站北口（神奈川中央交通）　※週日、假日早晨1班
    - 新02系統 - 經千代丘一丁目往新百合丘站
    - 新03系統 - 經金程往新百合丘站
    - 無系統編號 - 經高石往百合丘站
    - 無系統編號 - 經高石、百合丘站入口往新百合丘站
    - 讀01系統 - 往京王讀賣樂園站　※僅早晨1班。其他班次在2號乘車處發車。

  - 4號乘車處  - 車站平交道北側、津久井道東行方向。
    - 淵24系統  - 往登戶（神奈川中央交通）　※週日、假日早晨1班
    - 新02、新03系統、無系統編號 - 往生田折返場

- 「讀賣樂園前站西口」巴士站（下車專用） - 車站北口附近津久井道西側。僅往讀賣樂園、高石方向的巴士停車。[7]

## 相鄰車站
小田急電鐵
 小田原線

■快速急行、□通勤急行、■急行
通過
□通勤準急、■準急、■各站停車（通勤準急僅上行、準急僅下行停車） 
生田（OH 20）－讀賣樂園前（OH 21）－百合丘（OH 22）

## 資料來源
神奈川縣縣勢要覧
1. ↑  線区別駅別乗車人員（1日平均）の推移 （页面存档备份，存于） - 21ページ
2. ↑  神奈川県県勢要覧（平成12年度）- 223ページ
3. 1 2  神奈川県県勢要覧（平成13年度）PDF - 225ページ
4. ↑  神奈川県県勢要覧（平成14年度）PDF - 223ページ
5. ↑  神奈川県県勢要覧（平成15年度）PDF - 223ページ
6. ↑  神奈川県県勢要覧（平成16年度）PDF - 223ページ
7. ↑  神奈川県県勢要覧（平成17年度）PDF - 225ページ
8. ↑  神奈川県県勢要覧（平成18年度）PDF - 225ページ
9. ↑  神奈川県県勢要覧（平成19年度）PDF - 227ページ
10. ↑  神奈川県県勢要覧（平成20年度）PDF - 231ページ
11. ↑  神奈川県県勢要覧（平成21年度）PDF - 241ページ
12. ↑  神奈川県県勢要覧（平成22年度）PDF - 239ページ
13. ↑  神奈川県県勢要覧（平成23年度）PDF - 239ページ
14. ↑  神奈川県県勢要覧（平成24年度）PDF - 235ページ
15. ↑  神奈川県県勢要覧（平成25年度）PDF - 237ページ
16. ↑  神奈川県県勢要覧（平成26年度）PDF - 239ページ
17. ↑  神奈川県県勢要覧（平成27年度）PDF - 239ページ
18. ↑  神奈川県県勢要覧（平成28年度）PDF - 247ページ
19. ↑  神奈川県県勢要覧（平成29年度）PDF - 239ページ

## 外部連結
- 讀賣樂園前 - 小田急電鐵